# Gutenbergbibelen
Gutenbergs Bibel er den Bibel med 42 linjer per side, som Johannes Gutenberg færdigtrykte den 23. februar 1455.
Gutenberg anvendte 290 løse typer til fremstillingen. Bogen blev efter trykningen rubriceret, udsmykket med håndskrevne, dekorative begyndelsesbogstaver i rødt.
Gutenbergs Bibel er den mest kendte inkunabel (bog trykt før 1501) og er den spæde start på masseproduktion af bøger. 
Den er på 1.282 sider og er ofte indbundet i to bind.
Det anslås, at der blev produceret 180 eksemplarer af denne Bibel i løbet af tre år, den tid det tog at skrive et eksemplar. Prisen svarede til tre skriveres årsløn.
I 2003 kendtes 48 eksemplarer på papir og 11 trykt på pergament. Tyskland ejer flest, 12 eksemplarer, London råder over tre, fire byer har hver to: Paris, New York, Leipzig og Moskva. Det Kongelige Bibliotek i Danmark råder over bind to af to bind.
I 1987 blev der solgt et eksemplar for 9,75 millioner DM – den højeste pris betalt for en bog.